# John Marin
John Marin, född 23 december 1870 i Rutherford i New Jersey, död 2 oktober 1953 i Addison i Washington County, Maine, var en amerikansk målare.

## Biografi
Marin studerade vid Stevens Institute of Technology under ett år, och försökte utan framgång att bli arkitekt. Från 1899 till 1901, fortsatte han studierna vid Pennsylvania Academy of Fine Arts i Philadelphia. År 1905 flyttade han, som många andra amerikanska konstnärer, till Europa och först till Paris. Han ställde ut sina arbeten i på Salongen, där han också fick sin första kontakt med kubism och futurism.
Marin reste genom Europa i sex år, och målade i Nederländerna, Belgien, England och Italien. I Europa använde han ett slags akvarell där han uppnådde en abstrakt atmosfär, nästan en ren abstraktion med färg som sträcker sig från genomsynlig till genomskinlig, tillsammans med en stark opacitet, och linjära element, alltid med en känsla av frihet, som blev ett av hans varumärken.
Efter återkomsten till USA utvecklade Marin ett måleri med kalejdoskopiska skyskrapemotiv från New York eller landskapsmotiv från Västerns bergskejdor. Hans prismatiskt sönderdelade landskaps- och stadsbilder, oftast i akvarell, närmade sig under hans senare år den abstrakta expressionismen.

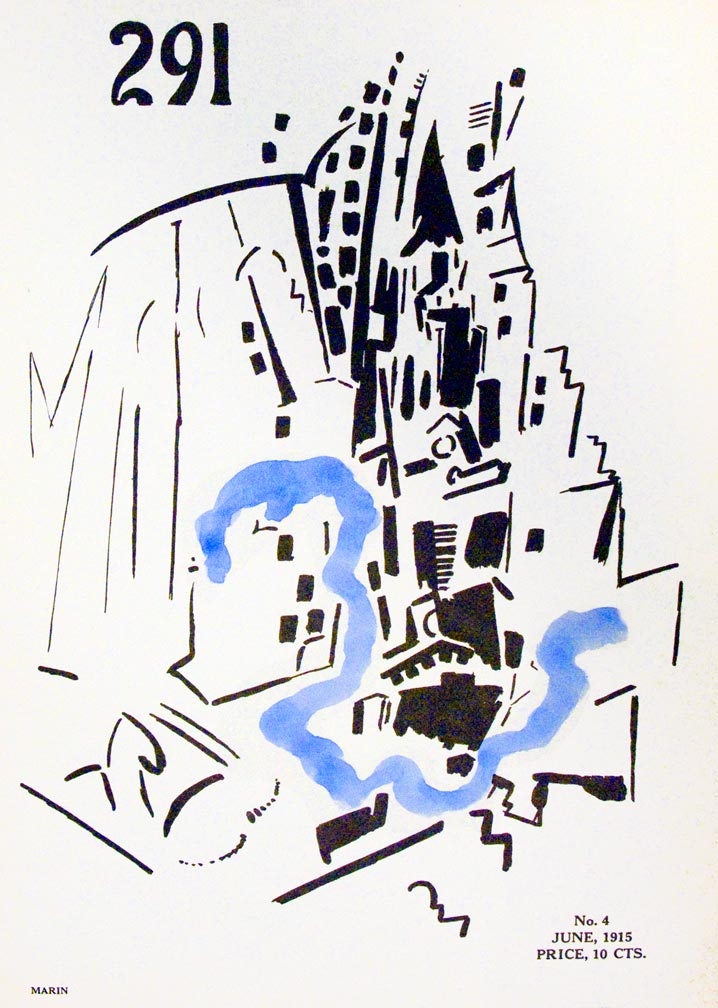
Omslag till 291, nr 4 1915.

År 1909 höll Marin sin första separatutställning på Alfred Stieglitz's 291 galleri i New York. Han hade presenterats för Stieglitz av fotografen Edward Steichen, som Marin i sin tur hade träffat genom målaren Arthur B. Carles. Marins samarbete med Stieglitz kom att pågå i nästan fyrtio år, och Stieglitz filosofiska och ekonomiska stöd skulle visa sig nödvändigt. Från 1909 fram till hans död 1946, visade Stieglitz Marins arbeten nästan varje år i något av sina gallerier. Marin deltog även i det banbrytande Armory Show 1913.
Marin hade en retrospektiv utställning 1936 på Museum of Modern Art. Sent i livet hade Marin uppnått stor prestige som amerikansk målare, en äldre statsman av amerikansk konst. År 1950 hedrades han av University of Maine och Yale University med hedersexamen Doctor of Fine Arts.

## Representation
Marins målningar finns representerade i flera viktiga permanenta samlingar och museer, bland annat 
- Victoria and Albert Museum[9]
- Metropolitan Museum of Art[10]
- Museum of Modern Art[11]
- Tate Modern[12]
- British Museum[13]
- National Portrait Gallery[14]
- Smithsonian American Art Museum[15]
- Statens Museum for Kunst[16]
- San Francisco Museum of Modern Art[17]
- Whitney Museum of American Art,
- Brooklyn Museum,
- Cleveland Museum of Art,
- Art Institute of Chicago,
- National Gallery of Art och
- Phillips Collection, både i Washington DC,
- Fogg Art Museum, Cambridge, Massachusetts
- Minneapolis Institute of Art[18] och många andra.

Vita Huset i Washington DC förvärvade 2007 hans målning "The Circus Nr 1" från år 1952, och den visas nu i Green Room.